# Gerhard Waldherr (Autor)

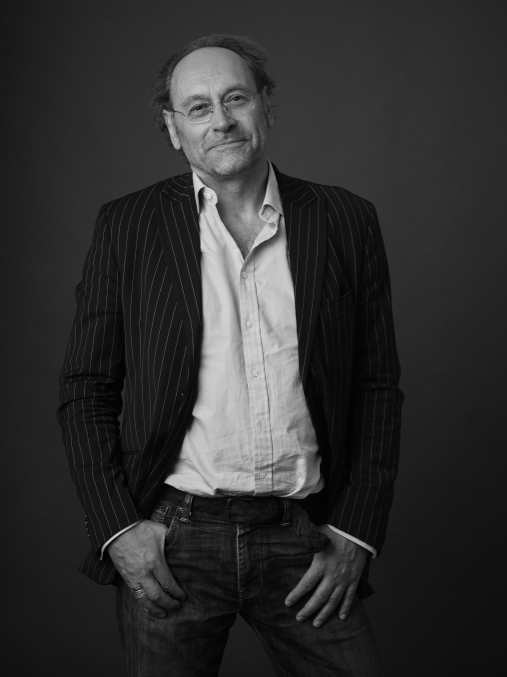
Gerhard Waldherr

Gerhard Michael Waldherr (* 6. September 1960 in Bad Tölz) ist ein deutscher Journalist, Buchautor und Herausgeber.

## Ausbildung und Beruf
Nach dem Studium der Betriebswirtschaftslehre begann Gerhard Waldherr ein Volontariat bei einer Lokalausgabe des Münchner Merkur, das er 1987 in der Sportredaktion der Süddeutschen Zeitung beendete. Nach sechs Jahren als SZ-Redakteur und -Pauschalist, in denen er wiederholt den 1. Preis des Verbandes Deutscher Sportjournalisten gewann, wechselte er 1993 zum Stern.
1996 ging Waldherr als freiberuflicher Korrespondent und Buchautor nach New York. Zu den Printpublikationen, die er aus den USA belieferte, gehörten u. a. Die Zeit, Geo, Spiegel special, Stern, Süddeutsche Zeitung, Neue Zürcher Zeitung, Merian, Die Welt, Vogue, Brigitte, GQ, Playboy, brand eins und Greenpeace Magazin. Eine Auswahl der Texte aus dieser Zeit erschien 2002 in dem Buch Elvis ist tot.
Nach seiner Rückkehr nach Deutschland arbeitete Waldherr zwei Jahre als freier Reporter auf allen Kontinenten, überwiegend in Asien.
2006 wurde er Chefreporter des Wirtschaftsmagazins brand eins, für das er zunächst meist im Ausland, später überwiegend in Deutschland unterwegs war. Reportagen aus dieser Zeit erschienen in den Reportagebüchern Bruttoglobaltournee (2011) und Deutschkunde (2017).
Waldherrs brand eins-Texte wurden für den Egon-Erwin-Kisch-Preis und den Deutschen Reporterpreis nominiert und mit dem 1. Preis des Verbandes Deutscher Sportjournalisten ausgezeichnet.
2012 erhielt er diese Auszeichnung für einen Text in Die Welt zum insgesamt fünften Mal.
Seit 2015 arbeitet Gerhard Waldherr überwiegend als Autor im Bereich Corporate Publishing und schreibt Bücher. 2020 erschien die Anthologie "Die erste Reise", bei der Waldherr als Herausgeber, Lektor und Mit-Autor fungierte, wie auch 2022 bei Die WM und ich.

## Sport
Von 1980 bis 1985 spielte Gerhard Waldherr in der 2. Eishockey-Bundesliga für die Vereine EC Bad Tölz und TuS Geretsried. In 148 Spielen erzielte er 25 Tore.

## Publikationen
- Gerhard Waldherr (Hrsg.): Die WM und ich: Reporter erzählen – von Bern bis Katar, Momenten für die Ewigkeit und was aus dem Fußball geworden ist. M/Eleven by Maik Nöcker, 2022, ISBN 978-3-96233-356-0.
- Krämmel – Die Baufamilie: Eine bayerische Unternehmergeschichte. Allitera, 2022, ISBN 978-3-96233-314-0.
- Beton und Bytes: Wie Bauen das Fundament für unsere Zukunft schafft. Redline, 2021, ISBN 978-3-86881-825-3.
- Gerhard Waldherr (Hrsg.): Die erste Reise. Weil sie den Blick auf die Welt, das Leben und auf einen selbst verändert - wie die erste Liebe. Reisedepeschen, Berlin 2020, ISBN 978-3-96348-013-3.
- 1000 Mühlen braucht das Land. 9 + 1 Grundregeln für zukunftsfähiges Wirtschaften (mit Volker Krause). Murmann/Haufe, 2020, ISBN 978-3-648-13848-9
- Die Sinupret-Story: Michael Popp – Von einem, der auszog, die Heilpflanzenmedizin zu revolutionieren. Murmann/Haufe, 2019, ISBN 978-3-648-13567-9
- Deutschkunde: Innenansichten einer Nation. Sven Murmann Verlagsgesellschaft, 2017, ISBN 978-3-946514-55-8.
- Bruttoglobaltournee: In 26 Reportagen um die globalisierte Welt. Salis Verlag, 2011, ISBN 978-3-905801-45-3.
- Elvis ist tot: Auf der Schattenseite des amerikanischen Traums. Kiepenheuer & Witsch, 2002, ISBN 978-3-462-03109-6.
- Inselstolz: Zwischen Strandkorb und Sturmflut – 25 Leben in der Nordsee. Ankerherz Verlag, 2013, ISBN 978-3-940138-47-7.
- Amerika, du hast es besser: Lektionen aus dem Land der unbegrenzten Möglichkeiten. Dtv, 2001, ISBN 978-3-423-20404-0.
- A DRUG FREE LAND (mit Thomas Kern). Edition Frey, 2010, ISBN 978-3-905509-90-8.
- Südtirol: In den schönsten Bergen der Welt (mit Bernd Römmelt). NG Buchverlag, 2015, ISBN 978-3-86690-417-0.
- Drive-by Shootings: Photographs by a New York Taxi Driver (mit David Bradford). Könemann, 2000, ISBN 978-3-8290-2891-2.
- Frau Hirschkuss und ihre Männer: Eine bayerische Erfolgsgeschichte. Hirschkuss-Genussmanufaktur, 2016, ISBN 978-3-9817949-0-8.

Sonstige Veröffentlichungen (Auswahl):
- Vom Stolz immer wieder aufzustehen. In: Egon-Erwin-Kisch-Preis 2002: Schreib das auf! Die besten deutschsprachigen Reportagen. Aufbau, Berlin 2002, ISBN 978-3351026950
- Wie lange dreht sich die Erde noch?. In: Bettina Stiekel (Hrsg.): Kinder fragen, Nobelpreisträger antworten. Heyne, München 2004, ISBN 978-3453197022
- Alt, laut und stark. In: Die Zeit: Der Fischer Weltalmanach USA. Fischer, Frankfurt am Main 2005, ISBN 3-596-72301-9
- Entdecken, was Schule macht. In: Lernen lassen: Abenteuer Bildung. brand eins, Hamburg 2010, ISBN 978-3-86850-657-0
- Ulan-Bator. In: Manfred Bissinger (Hrsg.): Das große MERIAN Buch. Hoffmann und Campe, Hamburg 2008, ISBN 978-3455500714
- Was alles in den Kochtopf wandert. In: Alice Grünfelder (Hrsg.): Vietnam fürs Handgepäck: Geschichten und Berichte – Ein Kulturkompass. Unionsverlag, Zürich 2012, ISBN 978-3293205741
- Uli Hoeness – Der Kaufmann. In: Sven Reinecke (Hrsg.) et al.: Marketeers: Macher, Manager und Magnaten. Thexis, St. Gallen 2012, ISBN 978-3-905819-19-9
- Der König der Cocktails. In: Melanie Jonas, Jürgen Kaffer, Margitta Schulze-Lohoff (Hrsg.): It’s Gin Time. Delius, Klasing, Bielefeld 2014, ISBN 978-3768837804
- Deutschkunde. In: Peter Felixberger, Armin Nassehi (Hrsg.): Kursbuch 189: Lauter Lügen. Kursbuch, Hamburg 2017. ISBN 978-3946514459